# 30279 Binnie
30279 Binnie è un asteroide della fascia principale interna. Scoperto nel 2000, presenta un'orbita caratterizzata da un semiasse maggiore pari a 2,330481 UA e da un'eccentricità di 0,137690, inclinata di 3,939308° rispetto all'eclittica.
È dedicato a Joyce Binnie, Stewardship Assistant presso il Lowell Observatory.